# Christian Sethe
Christian Diedrich Heinrich Sethe (* 28. Januar 1778 in Kleve; † 27. Februar 1864 in Aurich) war Jurist und Geheimer Regierungsrat in Aurich. Seine Ehefrau stiftete das Sethestift.

## Leben
Christian Sethe stammte aus einer klevischen Juristenfamilie. Er war das achte Kind des Hofrats Caspar Henrich Sethe (1732–1806) in Kleve und seiner Ehefrau Christine Marie geb. Grolman (1733–1819), einer Schwester des Juristen Heinrich Dietrich von Grolman (1740–1840). Sein Bruder Christoph Sethe (1767–1855) war Chefpräsident des Rheinischen Revisions- und Kassationshofes in Berlin.
Sethe studierte Jura an der Universität Halle, machte seinen Kursus als Auskultator und Referendarius beim Kammergericht zu Berlin und wurde dort 1802 Assessor. Noch im selben Jahr wurde er als Assessor der Kriegs- und Domänenkammer nach Aurich in Ostfriesland versetzt; 1804 wurde er dort zum Rat befördert, wurde dann auch Mitglied der Kammer-Justiz-Deputation. Unter der napoleonischen Besatzung war er Präfekturrat in Aurich. Nach 1813 setzte er seine Verwaltungstätigkeit ununterbrochen fort; 1818 war er Regierungsrat in der Königlichen Provinzial-Regierung zu Aurich. Eine Beförderung zum Landdrosten in Lüneburg schlug er 1831 aus, weil er seinen hochbejahrten Schwiegervater in Aurich nicht verlassen wollte. 1846 war er Geheimer Regierungsrat in der Landdrostei zu Aurich. Aus dieser Position wurde er 1857, mit 79 Jahren, nach 55-jähriger Dienstzeit, pensioniert; in dem Jahr erhielt er auch das Commandeur-Kreuz des Guelphen-Ordens.
1804 heiratete Sethe Wolbrechte Beate Charlotte Heßlingh (1785–1858), Tochter des vermögenden Justizdirektors Hermann Hesslingh aus einer der alten, vielfältig versippten Emdener Familien. Als die Ehe kinderlos blieb, stiftete die Ehefrau 1844 ihr Vermögen für die Errichtung des „Sethe’schen Fräuleinstifts für unverheiratet gebliebene vaterlose Töchter“ (Sethestift). Das Stift nahm im Dezember 1858 seine Arbeit auf, einen Monat nach dem Tod der Stifterin. Es ist noch heute in Ostfriesland bekannt; die dazugehörige Stiftsmühle steht unter Denkmalschutz und gilt als ein Wahrzeichen der Stadt Aurich.

## Nachweise
1. ↑  In dessen Erinnerungen wird Christian erwähnt: „Mein Bruder Christian absolvierte seine Studien in Halle, machte seinen Kursus als Auskultator und Referendarius bei dem Kammergericht zu Berlin, wurde 1802 als Assessor und noch in demselben Jahr als Assistent des Justitiarius der Kriegs- und Domänenkammer in Aurich angestellt.“ In: Weltgeschichte am Rhein erlebt. Köln 1973, ISBN 978-3-87909-035-8, S. 127.
2. ↑  Handbuch über den Königlich Preussischen Hof und Staat für das Jahr 1802, S. 435 (zu S. 205). (Zu der Zeit war sein Bruder Christoph Geheimer Regierungsrat in der Clev-Märkischen Regierung (S. 212) und Mitglied des Pupillenkollegiums (S. 216); ihr Vater war Hofrat und Justizkommissar in Kleve (S. 212).)
3. ↑  Handbuch über den Königlich Preussischen Hof und Staat für das Jahr 1803, S. 97. (Christians künftiger Schwiegervater Hesslingh war zu der Zeit Regierungsrat in der Ostfriesischen Regierung in Aurich (S. 228).)
4. ↑  Handbuch über den Königlich Preussischen Hof und Staat für das Jahr 1804, S. 462 zu S. 102, und für das Jahr 1806, S. 105f.
5. ↑  Königlich Großbritannisch-Hannoverscher Staats-Kalender auf das Jahr 1818, S. 46.
6. ↑  Wilhelm Rothert: Im alten Königreich Hannover 1814–1866. Hannover 1914, S. 581.
7. ↑  Hof- und Staats-Handbuch für das Königreich Hannover auf das Jahr 1846, S. 336.
8. ↑  Hof- und Staats-Handbuch für das Königreich Hannover auf das Jahr 1857, S. 464 und Berichtigung zu S. 40.
9. ↑  Nachlass im Staatsarchiv Niedersachsen, Rep. 220/23.

| Personendaten    | Personendaten                                           |
| ---------------- | ------------------------------------------------------- |
| NAME             | Sethe, Christian                                        |
| ALTERNATIVNAMEN  | Sethe, Christian Diedrich Heinrich (vollständiger Name) |
| KURZBESCHREIBUNG | deutscher Jurist                                        |
| GEBURTSDATUM     | 28. Januar 1778                                         |
| GEBURTSORT       | Kleve                                                   |
| STERBEDATUM      | 27. Februar 1864                                        |
| STERBEORT        | Aurich                                                  |